# Premis Cóndor de Plata 2019
La 67a edició dels Premis Cóndor de Plata 2019, concedits per l'Asociación de Cronistas Cinematográficos de la Argentina, va tenir lloc el 27 d'agost de 2019 al Centro Cultural Kirchner de Buenos Aires, on es va reconèixer a les millors pel·lícules argentines estrenades durant l'any 2018. Fou retransmesa per la Televisión Pública Argentina i presentada per Gabriela Radice. Les nominacions van ser anunciades en la 15a trobada Pantalla Pinamar el març de 2019 a la seu de l'Asociación de Cronistas.
Es va avaluar un total de 217 pel·lícules argentines estrenades entre l'1 de gener i el 31 de desembre de 2018 en el circuit comercial i alternatiu de la Ciutat Autònoma de Buenos Aires. D'elles, 23 van postular a la categoria filmi iberoamericà per tractar-se de coproduccions dirigides per estrangers residents en altres països.

## Premis i nominacions múltiples
| Pel·lícula                       | Nominacions | Premis |
| -------------------------------- | ----------- | ------ |
| El Ángel                         | 14          | 10     |
| La flor                          | 14          | 1      |
| Rojo                             | 13          | 3      |
| Joel                             | 7           | 1      |
| La reina del miedo               | 7           | 1      |
| El Potro, lo mejor del amor      | 6           | 0      |
| Familia sumergida                | 4           | 2      |
| El Motoarrebator                 | 3           | 0      |
| El silencio es un cuerpo que cae | 3           | 1      |
| La cama                          | 3           | 1      |
| Mi mejor amigo                   | 3           | 0      |

## Guanyadors i nominats
Indica el guanyador dins de cada categoria, mostrat al principi i ressaltat en negretes.
| Millor pel·lícula | Millor director |
| --- | --- |
| - El Ángel - Joel - La flor - La reina del miedo - Rojo | - Benjamín Naishtat — Rojo - Luis Ortega — El Ángel - María Alché — Familia Sumergida - Agustina Comedi — El silencio es un cuerpo que cae - Mariano Llinás — La flor |
| Millor actriu | Millor actor |
| - Victoria Almeida — Joel - Valeria Bertuccelli — La reina del miedo - Elisa Carricajo, Valeria Correa, Pilar Gamboa i Laura Paredes — La flor - Mercedes Morán — Familia sumergida - Sandra Sandrini — La cama               | - Lautaro Delgado — Unidad XV - Diego Gentile — Joel - Darío Grandinetti — Rojo - Alejo Mango — La cama - Sergio Prina — El motoarrebatador - Miguel Ángel Solá — El último traje |
| Millor actriu de repartiment | Millor actor de repartiment |
| - Graciela Borges — La Quietud - Andrea Frigerio — Rojo - Mercedes Morán — El Ángel - Florencia Peña — El Potro, lo mejor del amor - Cecilia Roth — El Ángel                                                                  | - Diego Cremonesi — Rojo - Germán de Silva — La educación del rey - Daniel Fanego — El Ángel - Arturo Puig — Camino sinuoso - Diego Velázquez — La reina del miedo |
| Millor Revelació femenina | Millor Revelació masculina |
| - Esther Díaz — Mujer nómade - Martina Garello — Hasta que me desates - Laura Grandinetti — Rojo - Sary López — La reina del miedo - Huenu Paz Paredes — Yo, niña                                                             | - Matías Encinas — La educación del rey - Lorenzo Ferro — El Ángel - Angelo Mutti Spinetta — Mi mejor amigo - Joel Nogueira — Joel - Rodrigo Romero — El Potro, lo mejor del amor - Walter Rodríguez — Marilyn |
| Millor guió original | Millor guió adaptat |
| - Valeria Bertuccelli — La reina del miedo - Mariano Llinás — La flor - Benjamín Naishtat — Rojo - Rodolfo Palacios, Luis Ortega i Sergio Olguín — El Ángel - Carlos Sorín — Joel                                             | - Lola Arias — Teatro de guerra, basat en l’obra teatral Campo minado de la mateixa autora. - Jorge Leandro Colás — Barrefondo, basat en la novel·la homònima de Félix Bruzzone. - Nicolás Gil Lavedra i Emiliano Torres — Las grietas de Jara, basat el llibre homònim de Claudia Piñeiro. |
| Millor opera prima | Millor pel·lícula documental |
| - El silencio es un cuerpo que cae — Agustina Comedi - El motoaarrebatador — Agustín Toscano - Familia sumergida — María Alché - La cama — Mónica Lairana - Marilyn — Martín Rodríguez Redondo - Mi mejor amigo — Martín Deus | - El silencio es un cuerpo que cae — Agustina Comedi - Mujer nómade — Martín Farina - No viajaré escondida — Pablo Hernán Zubizarreta - Piazzolla, los años del tiburón — Daniel Rosenfeld - Teatro de guerra — Lola Arias |
| Millor curtmetratge | Millorr sèrie i/o telefilm |
| - El niño y la noche — Tomás Morelli - El liberado — Martín Farina - Las fuerzas — Paola Buentempo - Aquel verano sin hogar — Santiago Reale - Los bastardos — Tomás Posse - La de Messi — Mauro Iván Ojeda                   | - El marginal 2 — Alejandro Ciancio i Israel Adrián Caetano (TV Pública-Netflix) - La caída — Mario Segade (TV Pública) - La chica que limpia — Lucas Combina (TV Pública) - Morir de amor — Anahí Berneri (Telefe-Flow) - Un gallo para Esculapio — Bruno Stagnaro (TNT-Underground-Flow) |
| Cóndor de Plata a la Millor pel·lícula Iberoamericana | Millor pel·lícula en llengua estrangera |
| - Dry Martina — Che Sandoval - - La noche de 12 años — Álvaro Brechner (- - Las herederas — Marcelo Martinessi (, ) - Roma — Alfonso Cuarón () - Una mujer fantástica — Sebastián Lelio ,                                     | - Cold War — Pawel Pawlikowski - El fil invisible — Paul Thomas Anderson - - Infiltrat en el KKKlan — Spike Lee - The Florida Project — Sean Baker - Visages, Villages — Agnès Varda i JR |
| Millor Fotografia | Millor Muntatge |
| - Julián Apezteguía — El Ángel - Kris Niklison — Vergel - Iván Gierasinchuk — Joel - Agustín Mendilaharzu — La Flor - Pedro Sotero — Rojo                                                                                     | - Lionel Cornistein — Aterrados - Alejandro Brodersohn — El Potro, lo mejor del amor - Guille Gatti — El Ángel - Alejo Moguillansky y Agustín Rolandelli — La Flor - Andrés Quaranta — Rojo |
| Millor direcció artística | Millor vestuari |
| - Daniela Calcagno y Eva Duarte — No llores por mí, Inglaterra - Laura Caligiuri — La Flor - Juan Cavia y Walter Cornás — El Potro, lo mejor del amor - Julieta Dolinsky — Rojo - Julia Freid — El Ángel                      | - Patricia Conta — El Potro, lo mejor del amor - Jam Monti — Rojo - Carolina Sosa Loyola y Flora Caligiuri — La Flor - Julio Suárez — El Ángel - Marcela Vilariño — No llores por mí, Inglaterra |
| Millor banda sonora original | Millor cançón per pel·lícula |
| - Gabriel Chwojnik — La Flor - Gabriel Fernández Capello i Héctor Castillo — La reina del miedo - Moondog — El Ángel - Nicolás Sorín — Joel - Vincent van Warmerdam — Rojo                                                    | - "El origen de la tristeza" — El origen de la tristeza. Lletra i Música Walter Piancioli. Intèrpret Los Tipitos - "Las ausencias" — El camino de Santiago. Lletra, música i Intèrpret: León Gieco - "Lo que más busco" — Mi mejor amigo. Letra: Daniel Suárez. Música: Daniel Suárez i Pepe Céspedes. Intèrpret Bersuit Vergarabat - "Reyes de la soledad" — La reina del miedo. Lletra i Música: Gabriel Fernández Capello. Intèrpret Vicentico. - "Yo soy el Fuego" — La Flor. Lletra Mariano Llinás. Música Gabriel Chwojnik. Intèrpret: Grupo Siempreverde |
| Millor maquillatge i caracterització | Millor so |
| - Marisa Amenta y Emanuel Miño — El Ángel - Alberto Moccia — La Flor - Yamila Repalli — Aterrados | - Leandro de Loredo — El Potro, lo mejor del amor - José Luis Díaz — El Ángel - Julia Huberman — Familia sumergida - Fernando Ribero — Rojo - Catriel Vildosola — El motoarrebatador |